# Marco Sørensen
Marco Lorentz Sørensen (Svenstrup, 6 settembre 1990) è un pilota automobilistico danese, ha fatto parte del programma giovani piloti della Renault nel 2009 e poi dal 2013 al 2015. Con Aston Martin ha vinto due volte il Campionato del mondo endurance nella classe GTE Pro, nel 2022 ha vinto la 24 Ore di Le Mans nella classe GTE AM e nel 2024 ha vinto la 24 Ore di Spa.

## Carriera

### Formule minori
Sørensen iniziò a girare sui kart nel 1994 e corse la prima vera gara nel 1998. Debuttò in monoposto nel 2006 in Formula Ford danese. Nel 2008 concluse 4º nel campionato ADAC Formel Masters nonostante avesse corso solo metà stagione.
Sørensen fu inserito nel programma giovani piloti della Renault nel 2009 in compagnia di Davide Valsecchi e Charles Pic. Ciò gli permise di passare in Formula Renault nello stesso anno, nell'Eurocup Formula Renault 2.0 e nella NEC. Successivamente, in quell'anno, il programma fu eliminato a causa di problemi finanziari e la carriera di Sørensen fece un passo indietro.
Nel 2010 Sørensen si assicurò un volante nella Formula 3 tedesca, con Brandl Motorsport. Proseguì nella stessa categoria nel 2011 e concluse 2º dopo una battaglia con il campione finale Richie Stanaway.
Sørensen non ebbe piani per il 2012, fino a quando la Lotus lo chiamò offrendogli un test in World Series by Renault, nel quale impressionò abbastanza per ottenere l'offerta di un sedile accanto al suo ex rivale Stanaway.
Vinse la prima gara nel 2012 in gara-1 a Spa, dopo che era stato costretto al ritiro in gara-2 ad Aragón mentre si trovava al comando a causa di problemi tecnici. Un'altra potenziale vittoria sfumò per una foratura nell'ultimo giro quando si trovava tranquillamente in testa a Silverstone in gara-2. Dopo due ulteriori secondi posti, concluse la stagione al 5º posto a pari punti con Nick Yelloly. Sørensen subì un'altra stagione disastrosa con diversi problemi al motore nel 2013, ma riuscì ad ottenere pole e vittoria in entrambe le gare al Red Bull Ring.

### Formula 1
Nel settembre 2013, Sørensen intraprese un test per lo sviluppo delle gomme al Paul Ricard con il team Lotus e diventa uno dei collaudatori del team stesso. Nel febbraio 2016 Sørensen lascia la Lotus (nel frattempo ridiventata Renault F1) accusando la squadra di favoritismo verso Carmen Jorda.

### Endurance

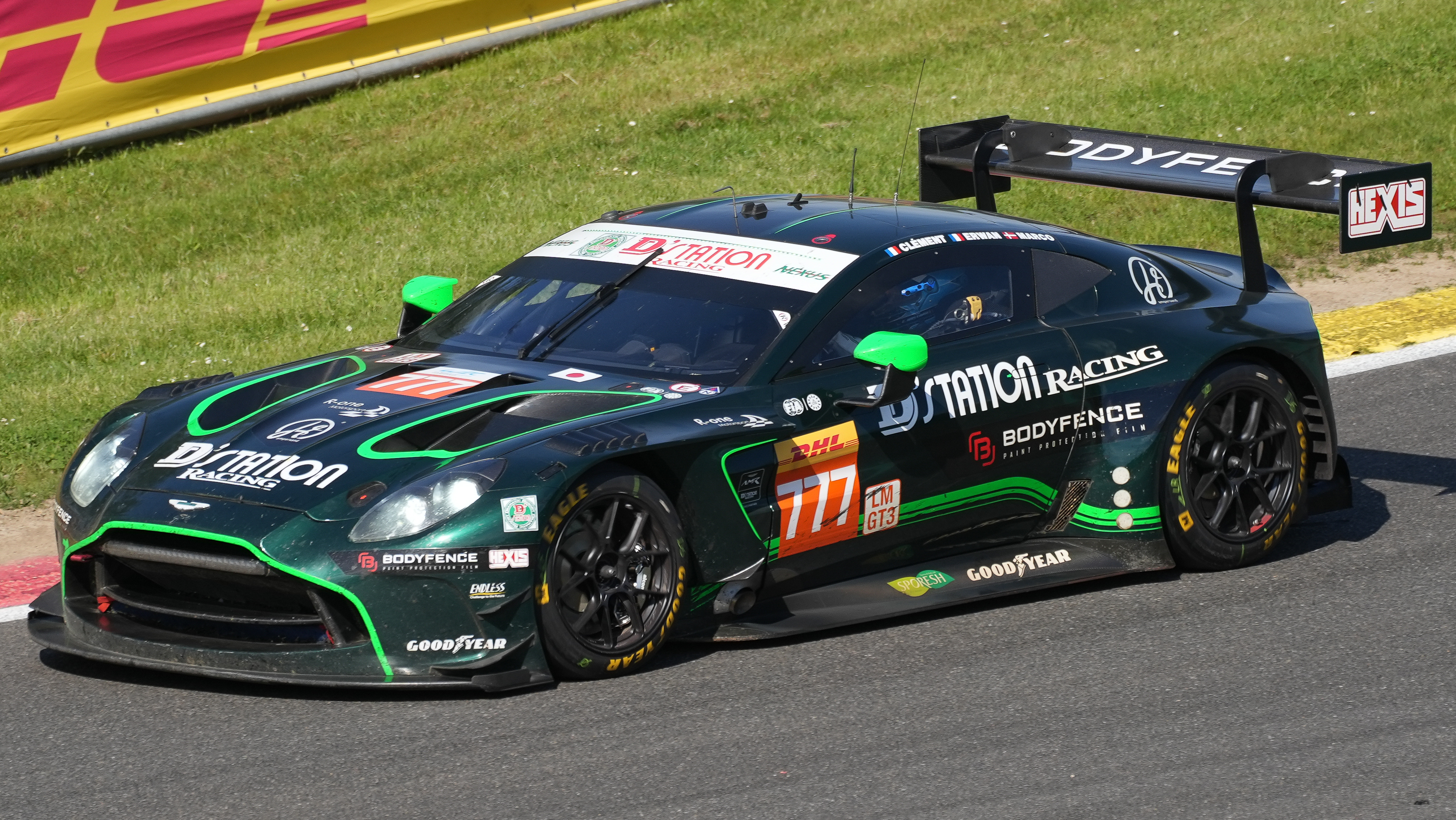
La Aston Martin Vantage GT3 Evo di Sørensen durante la 6 ore di Spa 2024

Per il 2024, Sørensen rinnova con l'Aston Martin tornando a correre nel WEC con la nuova Aston Martin Vantage GT3 Evo. Nello stesso anno partecipa pure al GTWCE insieme a Nicki Thiim e Mattia Drudi. L'equipaggio ottiene la prestigiosa vittoria nella 24 Ore di Spa 2024 davanti alla Ferrari 296 GT3 di Pier Guidi, Rigon e Rovera.
Nel 2025 passa nella classe Hypercar guidando la Valkyrie del Aston Martin THOR Team.

## Risultati

### Sommario corse in monoposto
| Anno | Serie                                        | Team                         | Gare | Vittorie | Pole | Gpv | Podi | Punti | Pos.  |
| ---- | -------------------------------------------- | ---------------------------- | ---- | -------- | ---- | --- | ---- | ----- | ----- |
| 2007 | Formula Ford danese                          | Lucas Racing                 | 16   | 4        | 7    | 16  | 12   | 238   | 3º    |
| 2008 | ADAC Formel Masters                          | ma-con Motorsport            | 8    | 4        | 5    | 3   | 6    | 125   | 4º    |
| 2008 | Formula Ford britannica                      | Fluid Motorsport Development | 22   | 1        | 0    | 3   | 5    | 327   | 8º    |
| 2008 | Formula Renault 2.0 portoghese Winter Series | Motopark Academy             | 2    | 0        | 0    | 0   | 1    | 12    | 11º   |
| 2009 | Eurocup Formula Renault 2.0                  | Motopark Academy             | 14   | 0        | 0    | 0   | 0    | 15    | 15º   |
| 2009 | Formula Renault 2.0 Northern European Cup    | Motopark Academy             | 14   | 1        | 0    | 1   | 4    | 232   | 3º    |
| 2010 | Formula 3 tedesca                            | Brandl Motorsport            | 8    | 0        | 1    | 0   | 1    | 18    | 11º   |
| 2011 | Formula 3 tedesca                            | Brandl Motorsport            | 16   | 2        | 2    | 2   | 15   | 126   | 2º    |
| 2011 | Formula 3 Euro Series                        | Mücke Motorsport             | 3    | 1        | 1    | 1   | 1    | 0     | N.C.† |
| 2012 | Formula Renault 3.5 Series                   | Lotus                        | 17   | 1        | 0    | 0   | 3    | 122   | 6º    |
| 2013 | Formula Renault 3.5 Series                   | Lotus                        | 17   | 2        | 2    | 1   | 3    | 113   | 7º    |
| 2014 | Formula Renault 3.5 Series                   | Tech 1 Racing                | 17   | 0        | 0    | 0   | 1    | 44    | 12º   |
| 2014 | GP2 Series 2014                              | MP Motorsport                | 14   | 1        | 0    | 0   | 1    | 47    | 11º   |
| 2015 | GP2 Series 2015                              | Carlin Motorsport            | 8    | 0        | 0    | 0   | 0    | 0     | 33º   |

† – Poiché Sørensen era un pilota ospite, non era idoneo a prendere punti.

### Risultati in Formula Renault 3.5 Series
(legenda) (Le gare in grassetto indicano la pole position) (Gare in corsivo indicano Gpv)
| Anno | Team          | 1         | 2         | 3        | 4        | 5       | 6       | 7        | 8        | 9         | 10        | 11        | 12       | 13      | 14      | 15        | 16        | 17        | Punti | Pos. |
| ---- | ------------- | --------- | --------- | -------- | -------- | ------- | ------- | -------- | -------- | --------- | --------- | --------- | -------- | ------- | ------- | --------- | --------- | --------- | ----- | ---- |
| 2012 | Lotus         | ALC 1 7   | ALC 2 Rit | MON 1 6  | SPA 1    | SPA 2 7 | NÜR 1 6 | NÜR 2    | MSC 1 7  | MSC 2 Rit | SIL 1 Rit | SIL 2 19† | HUN 1 8  | HUN 2   | LEC 1 5 | LEC 2 5   | CAT 2 10  | CAT 2 Rit | 122   | 6º   |
| 2013 | Lotus         | MNZ 1 19  | MNZ 2 18  | ALC 1 9  | ALC 2 10 | MON 1 2 | SPA 1 5 | SPA 2 10 | MSC 1 10 | MSC 2 17  | RBR 1     | RBR 2 1   | HUN 1 12 | HUN 2 9 | LEC 1 4 | LEC 2 5   | CAT 1 Rit | CAT 2 7   | 113   | 7º   |
| 2014 | Tech 1 Racing | MNZ 1 Rit | MNZ 2 Rit | ALC 1 15 | ALC 2 7  | MON 1 2 | SPA 1 8 | SPA 2 10 | MSC 1 15 | MSC 2 15  | NÜR 1 10  | NÜR 2 14  | HUN 1 7  | HUN 2 9 | LEC 1 8 | LEC 2 Rit | JER 1 9   | JER 2 Rit | 44    | 12º  |

### Risultati nel Campionato del mondo endurance
| Anno    | Squadra                | Classe    | Vettura                      | SIL | SPA | LMS | NÜR | COA | FUJ | SHA | BHR |     | Punti | Pos. |
| ------- | ---------------------- | --------- | ---------------------------- | --- | --- | --- | --- | --- | --- | --- | --- | --- | ----- | ---- |
| 2015    | Aston Martin Racing    | LMGTE Pro | Aston Martin Vantage AMR     | 4   | 6   | 6   | 4   | 5   | 5   |     | 4   |     | 81    | 8°   |
| Anno    | Squadra                | Classe    | Vettura                      | SIL | SPA | LMS | NÜR | MEX | COA | FUJ | SHA | BHR | Punti | Pos. |
| 2016    | Aston Martin Racing    | LMGTE Pro | Aston Martin Vantage AMR     | 3   | Rit | 2   | 3   | 3   | 1   | 5   | 4   | 1   | 156   | 1°   |
| Anno    | Squadra                | Classe    | Vettura                      | SIL | SPA | LMS | NÜR | MEX | COA | FUJ | SHA | BHR | Punti | Pos. |
| 2017    | Aston Martin Racing    | LMGTE Pro | Aston Martin Vantage AMR     | 6   | 8   | 5   | 4   | 1   | 4   | 7   | 5   | 7   | 104   | 6°   |
| Anno    | Squadra                | Classe    | Vettura                      | SPA | LMS | SIL | FUJ | SHA | SEB | SPA | LMS |     | Punti | Pos. |
| 2018-19 | Aston Martin Racing    | LMGTE Pro | Aston Martin Vantage AMR     | 7   | 5   | 17  | 6   | 1   | 9   | 7   | Rit |     | 65,5  | 9°   |
| Anno    | Squadra                | Classe    | Vettura                      | SIL | FUJ | SHA | BHR | COA | SPA | LMS | BHR |     | Punti | Pos. |
| 2019-20 | Aston Martin Racing    | LMGTE Pro | Aston Martin Vantage AMR     | 5   | 1   | 5   | 1   | 1   | 2   | 3   | 5   |     | 172   | 1°   |
| Anno    | Squadra                | Classe    | Vettura                      | SEB | SPA | LMS | MON | FUJ | BHR |     |     |     | Punti | Pos. |
| 2022    | TF Sport               | LMGTE Am  | Aston Martin Vantage AMR     | 2   | 2   | 1   | Rit | 1   | 4   |     |     |     | 141   | 1°   |
| Anno    | Squadra                | Classe    | Vettura                      | QAT | IMO | SPA | LMS | SÃO | COA | FUJ | BHR |     | Punti | Pos. |
| 2024    | D'station Racing       | LMGT3     | Aston Martin Vantage GT3 Evo | 3   | 10  | 7   | 7   | 9   | Rit | 7   |     |     | 50*   |      |
| Anno    | Squadra                | Classe    | Vettura                      | QAT | IMO | SPA | LMS | SÃO | COA | FUJ | BHR |     | Punti | Pos. |
| 2025    | Aston Martin THOR Team | Hypercar  | Aston Martin Valkyrie        | 17  | 17  | 14  | 11  | 13  |     |     |     |     | 0*    |      |
| Legenda |                        |           |                              |     |     |     |     |     |     |     |     |     |       |      |

* Stagione in corso.

### Risultati 24 ore di Le Mans
| Anno | Team                   | Co-piloti                       | Vettura                       | Class3      | Giri | Pos. Assol. | Pos. di Classe |
| ---- | ---------------------- | ------------------------------- | ----------------------------- | ----------- | ---- | ----------- | -------------- |
| 2015 | Aston Martin Racing    | Christoffer Nygaard Nicki Thiim | Aston Martin Vantage GTE      | GTE Pro     | 330  | 27°         | 4°             |
| 2016 | Aston Martin Racing    | Nicki Thiim Darren Turner       | Aston Martin Vantage GTE      | GTE Pro     | 338  | 23°         | 5°             |
| 2017 | Aston Martin Racing    | Nicki Thiim Richie Stanaway     | Aston Martin Vantage GTE      | GTE Pro     | 334  | 25°         | 9°             |
| 2018 | Aston Martin Racing    | Nicki Thiim Darren Turner       | Aston Martin Vantage AMR      | GTE Pro     | 339  | 23°         | 8°             |
| 2019 | Aston Martin Racing    | Nicki Thiim Darren Turner       | Aston Martin Vantage AMR      | GTE Pro     | 132  | DNF         | DNF            |
| 2020 | Aston Martin Racing    | Nicki Thiim Richard Westbrook   | Aston Martin Vantage AMR      | GTE Pro     | 343  | 22°         | 3°             |
| 2021 | High Class Racing      | Dennis Andersen Ricky Taylor    | Oreca 07-Gibson               | LMP2 Pro-Am | 353  | 18°         | 4°             |
| 2022 | TF Sport               | Henrique Chaves Ben Keating     | Aston Martin Vantage AMR      | GTE Am      | 343  | 34°         | 1°             |
| 2025 | Aston Martin THOR Team | Roman De Angelis Alex Riberas   | Aston Martin Valkyrie AMR-LMH | Hypercar    | 383  | 12°         | 12°            |